# 20337 Naeve
A 20337 Naeve (ideiglenes jelöléssel 1998 HP83) a Naprendszer kisbolygóövében található aszteroida. A LINEAR projekt keretében fedezték fel 1998. április 21-én.